# Microsoft Office 2003
Microsoft Office 2003 - пакет офісних додатків, який розповсюджується компанією Microsoft для операційних системи Windows. Випуск розпочався 19 серпня 2003, на ринок був випущений 21 жовтня 2003. Його попередником є Microsoft Office XP, а наступником - Microsoft Office 2007. Це остання версія Microsoft Office, який використовував формат 97-2003, а також остання версія, в якій інтерфейс додатків був виконаний у вигляді панелей інструментів і меню.
Новий логотип Office дебютував як частина плану Microsoft по ребрендингу, також як і два нових додатки - InfoPath і OneNote. Office 2003 був першою версією, що використовує іконки, візуальні стилі і кольори Windows XP.
Office 2003 підтримує тільки операційні системи лінійки Windows NT, він не підтримує Windows 98, Windows ME, і Windows NT 4.0. Це остання версія Office, сумісна з Windows 2000, так як Office 2007 вимагає як мінімум Windows XP. Згідно Центру Сумісності Microsoft Office 2003 є "Не сумісним" з Windows 8, однак більшість користувачів стверджують, що це не так.
Service Pack 1 для Office 2003 був випущений 27 червня 2004 року, Service Pack 2 - 27 вересня 2005 року, а Service Pack 3 - 17 вересня 2007 року. Останнє велике оновлення для Office 2003, Service Pack 3, вирішує проблеми сумісності і стабільності з Windows Vista і наступними операційними системами Windows, а також є накопичувальним оновленням, що включає в себе Service Pack 1 і 2, які поширювалися через Windows Update. Загальна підтримка для Office 2003 закінчилася 14 квітня 2009 року, а розширена - 8 квітня 2014 року, разом з підтримкою Windows XP.

## Нові можливості
Основні програми, Word, Excel, PowerPoint та Access мали лише незначні покращення в Microsoft Office XP. Програма Outlook 2003 отримала поліпшену функціональність в багатьох областях, включаючи покращення доступу до електронної пошти та календаря, відображення інформації, повна підтримка Unicode, папок пошуку, кольорові прапори, автентифікація Kerberos, RPC через HTTP та режим кешованого обміну. Іншою ключовою перевагою Outlook 2003 було поліпшення фільтра небажаної пошти. Підтримка планшета та ручки була введена в продуктивність програми. Word 2003, серед інших функцій, представив вигляд макета читання, порівняння документів, краще відстеження змін та анотації перегляду, панель дослідницьких завдань, голосові коментарі та формат на основі XML. Excel 2003 представив списки команд, деякі статистичні функції та XML-дані імпорту, аналізу та перетворення / функції налаштування документів. Access 2003 представила команду резервного копіювання, можливість перегляду залежностей об'єкта, перевірки помилок у формах та звітах серед інших функцій.